# Rampur (Ramechhap)
Rampur (nepalski: रामपुर) – gaun wikas samiti w środkowej części Nepalu w strefie Dźanakpur w dystrykcie Ramechhap. Według nepalskiego spisu powszechnego z 2001 roku liczył on 806 gospodarstw domowych i 4400 mieszkańców (2330 kobiet i 2070 mężczyzn).